# Conferència de Nacions Sense Estat d'Europa Occidental
Conferència de Nacions Sense Estat d'Europa Occidental (CONSEU) és una organització que agrupa partits nacionalistes minoritaris d'Europa Occidental, com el Partit Occità (Occitània), Emgann (Bretanya), Bloque Nacionalista Galego (Galícia), Herri Batasuna (Euskal Herria) i el Centre Internacional Escarré per a les Minories Ètniques i Nacionals (CIEMEN). Des de la primera conferència, celebrada el 1986, ha anat analitzant els aspectes comuns que caracteritzen la situació de les Nacions sense Estat dintre d'Europa i cercant les vies de solució a les problemàtiques, també comunes, que tenen plantejades aquestes Nacions dintre del context europeu i en el món.
Ha organitzat diverses conferències (1986, 1990, 1998, 2001 i 2003), i una de les fites més remarcables ha estat la redacció d'una Declaració Universal dels Drets Col·lectius dels Pobles oferta a la societat i a les seves institucions en tant que complement de la Declaració Universal dels Drets Humans (centrada en els drets individuals), pauta per a construcció i vertebració dels sistemes democràtics. En els darreres conferències ha cercat propostes per a una Constitució Europea.

## Conferències
- Ia Conferència del Conseu a Barcelona, 1986. Participen el Partit Occità (Occitània), Emgann (Bretanya), Bloque Nacionalista Galego (Galícia), Herri Batasuna (Euskal Herria) i el Centre Internacional Escarré per a les Minories Ètniques i Nacionals (CIEMEN) amb l'assistència de l'MDT, CSPC, IPC, PSAN i Unitat Nacionalista.[2]
- IIa Conferència del Conseu a Barcelona, 1990. S'aprova la Declaració Universal dels Drets Col·lectius dels Pobles.[3]
- IVa Conferència del Conseu a Barcelona, 2001, sobre la Unió Europea i les Nacions Sense Estat d'Europa.[4]
- Va Conferència del Conseu a Càller (Sardenya), 2003, amb propostes per a una nova constitució europea.[5][6]
- VIa Conferència del Conseu a Barcelona, 2005, sobre la nova immigració i reptes a Europa.[7]
- VIIa Conferència del Conseu a la Vall d'Aosta, 2008,sobre les nacions sense estat i la reforma de les institucions internacionals Hi participaren entre altres Luciano Caveri, president de la Vall d'Aosta, Keyvan Sayar, d'UNPO, Ramon Torrent, de l'Observatori de la Globalització de la Universitat de Barcelona, Julen Azuaga, de Behatokia) i Yann Choucq, advocat bretó expert en dret internacional.[8]